# Longitarsus minusculus
Longitarsus minusculus  (лат.) — вид листоедов (Chrysomelidae) из подсемейства козявок (Galerucinae). Распространён в Средиземноморском субрегионе, южной части Центральной Европы до Карпат.